# Хокей в Україні
Хокей із шайбою має в Україні давні, більш ніж 100-літні, традиції. Честь проведення першого хокейного матчу належить Львівському товариству їзди на ковзанах, заснованому в 1860-х роках у Львові. У жовтні 1904 року було постановлено організувати хокейні змагання у Львові.

## Зародження хокею в Україні

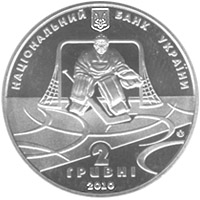

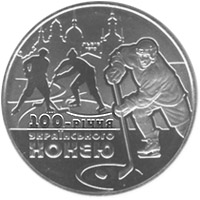
Ювілейна монета присвячена 100-річчю українського хокею з шайбою.

Це товариство 16 січня 1905 року провело хокейний матч за участю львівського клубу «Чарні» (матч проводився за принципами Бенді).
У січні 1909 року на ковзанці Львівського товариства Лижвярського був проведений хокейний матч за всіма міжнародними правилами.
У 1910 р. відбувся чемпіонат з хокею у Львові, переможець — команда «Чарні». Чемпіонат відбувався на ковзанці Стрийського парку. Орієнтовно — Львівське товариство їзди на ковзанах, клуби «Сокіл», «Чарні», «Поґонь», «Лехія», «Гасмонея».
У 1911 році львівська газета «Діло» сповіщала про те, що піонер українського спортивного руху професор Іван Боберський намагається впровадити новий вид спорту — гаківку: «Він щойно впорядкував українською мовою правила гри й прагне заохотити до неї галицьку молодь»
У тому ж році створено спортивне товариство студентів вищих шкіл «Україна». В 1912 р. — була створена секція хокею при товаристві «Україна» за сприяння голови Романа Сизика та організована перша в Україні хокейна команда «СТ Україна» (йдеться про хокей з шайбою — канадський хокей). Хокейна дружина брала участь у чемпіонаті Польщі. Один рік вона грала в класі «Б», потім перейшла до класу «А». Хокейний клуб існував із 1929 по 1943 рік.
На тій частині території України, що входила до складу Російської імперії, хокей вперше з'явився в 1912 році в Харкові. У нього грали спортсмени спортивних клубів «Гельферіх Саду» і «Фенікс». Проте хокей великої популярності не набув і незабаром ним перестали цікавитись. Вже через кілька років ці команди припинили своє існування. Абсолютно інше ставлення до хокею було в Західній Україні, розкиданій між Польщею, Чехословаччиною і Румунією. У Львові, Ужгороді і Чернівцях було створено декілька хокейних команд.

## Міжвоєнний період

### Галичина
У 1920-х роках хокей вже був досить популярним видом спорту в Західній Європі. Не була виключенням і тогочасна Польща та, відповідно, Західна Україна. Відомо, що в 20-30-х роках хокей був популярним у в Львові і Тернополі.
Ось що пише газета «Щоденник познанський» у номері за 26 січня 1905 р. на 3-й стор. в рубриці «Відлуння (новини) зі Львова»
| | …І спорт лижварський (ковзанярський) не лежить в нашому Львові також. (Це ніби продовження попереднього абзацу, в якому йшлося про якийсь карнавал — А. С.) Ковзанка на Дівочих ставках аж роїться від завзятих аматорів обох статей і різного віку та стану. Бо новація є — hockey, який на льодовому просторі впровадило нещодавно Товариство ковзанярське при похвальному сприянні учнів львівських середніх шкіл, які нам відомі як вправні футболісти. Безумовно, новація ця поширилася за короткий час, оскільки до всього має стосунок до здорового способу життя та еластичності рухів. Дружина львівських ковзанярок також не байдужа до цієї приємної ковзанярської новації. Подібне хочуть організувати і пані, які почали захоплюватися hockey'єм. |
| — Блог - Перші «гокейні забави» у Львові, 1905 р. 23-06-2009. Архів оригіналу за 12-07-2013. Процитовано 11 березня 2011. | |

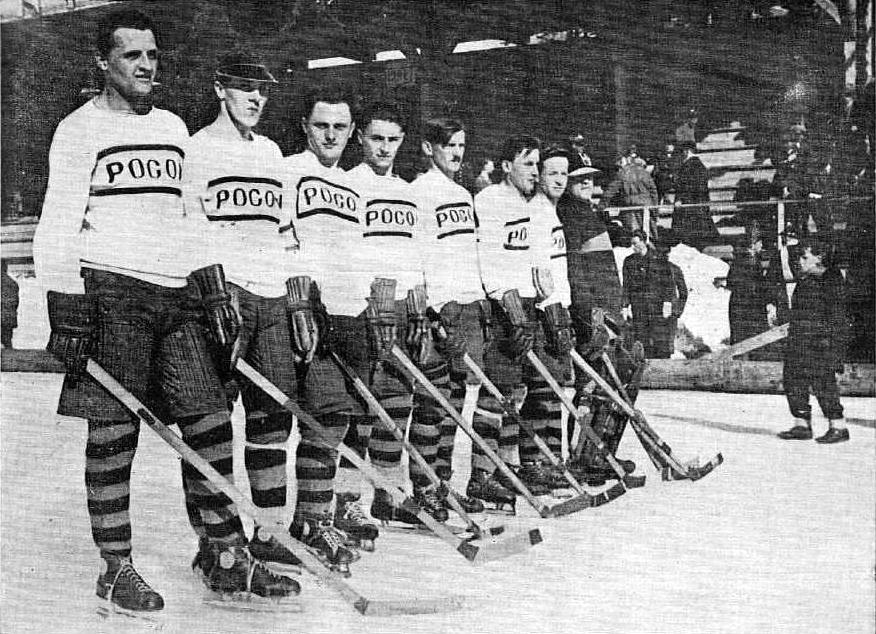
Поґонь, віце-чемпіон з хокею в 1929 році.

Варто лише зазначити, що Львові у середині тридцятих було аж п'ять хокейних команд! Матчі проходили просто неба на річках і ставках (озерах), а найчастіше на пустирях в центральних частинах міста, які взимку заливалися водою. Львів делегував в чемпіонат Польщі відразу три команди — «Чарні», «Лехія» і «Поґонь». Існувала хокейна команда і в Тернополі — «Креси».

#### 1925 рік
У Львові виникають хокейні дружини при польських цивільно-військових спортивних товариствах «Погонь», «Чарні», Гасмонея та «Лехія». Тоді ж українська гаківкова дружина з'явилася і в Чернівцях (на той час — Румунія) — «Довбуш». Крім того, до хокею долучилися й члени таких буковинських спортивних клубів: «Ян» (німецькі колоністи), «Маккабі» (єврейська громада Чернівців), «Драгош Воде» (власне румунський клуб), «Полонія» (польський спортивний осередок). Відтоді хокейні матчі почали відбуватися регулярно.

#### 1927 рік— перший чемпіонат тодішньої Польщі
Перший чемпіонат Польщі з хокею відбувся 21-22 лютого 1927 у м. Закопане. У ньому брали участь шість команд: львівська «Погонь», «Академічний спортивний союз» (AZS, Варшава), «Торунський клуб спортовий» (TKS, Торунь), «Лижвярський клуб» (LKP, Познань), «Краковія» (Краків), «Варшавське товариство лижвярське» (WTŁ). Перший турнір виграв «AZS», а «Погонь» посіла третє місце, обігравши «WTŁ» з рахунком 5:1. Загалом у чемпіонатах Польщі львівські клуби виступали дуже вдало, посідаючи високі місця. Так чемпіонами Польщі ставали: «Погонь» (розділила чемпіонство з «Легією» (Варшава)) — 1933 та «Чарні» — 1935. Срібні медалі здобували «Погонь» (1929, 1930), «Чарні» (1934) та «Лехія»(1935). А «бронзу» — «Погонь» в уже згаданому сезоні 1927 та «Лехія» (1934).

#### 1929 рік
Провід СТ «Україна» офіційно заявив про створення хокейної секції та про початок змагань в окружній лізі й чемпіонаті Польщі.

#### 1932 рік
Апогеєм розвитку хокею в Галичині став 1932 рік, а саме — зимова Олімпіада в американському Лейк-Плесиді, на якій хокейна збірна Польщі зайняла високе четверте місце… серед чотирьох команд, пропустивши вперед визнаних фаворитів — Канаду, США і Німеччину. Справа у тому, що багато держав післявоєнної Європи не змогли знайти достатню кількість коштів для поїздки до Сполучених штатів. Проте польські хокеїсти навіть у поєдинках з визнаними фаворитами не виглядали хлопчиками для биття. У складі польської збірної було кілька представників львівських клубів — Сабіньський, Мауер («Погонь») та Соколовський з «Лехії».
1932 рік. Львівське СТ «Україна» відвідало Чернівці, де провело три матчі.
На той час у Галичині існувало 55 команд. Вони були поділені на два класи — відповідно, на провідний «А», де було 12 команд, і нижчий «Б», в якому змагалися решта, 43 команди.

#### 1935 рік
Лютий 1935 року. Відбулася перша хокейна першість Покуття, в якій узяли участь чотири суто українські команди — «Сокіл», «Сокіл-2», «Довбуш» та «Довбуш-2». Всі вони репрезентували одне місто — Коломию.
За хокейну збірну Польщі на чемпіонатах Європи й світу у 1929—39 роках та на Олімпіадах (1932 і 1936 рр.) виступали такі мешканці Львова: Владислав Лемішко, Роман Ступницький, Альберт Маєр, Роман Сабінський, Казимир Соколовський, Вацлав Кухар, Ян Гемерлінг та інші.

#### 1938 рік
«Україна» виборола перше місце в окружній хокейній групі «А» Галичини. Того ж року «Україна» провела гру з «Краковією» у Львові на щойно реконструйованому стадіоні «Погонь». Матч знаменний тим, що його відвідала рекордна для Львова кількість глядачів — 5 тисяч. Ще близько 1 500 осіб простояли під «ледовищем».

#### 1939 рік
З приходом більшовицької влади СТ «Україна» було ліквідовано. Натомість, з'явилися нові команди — «Динамо», «Спартак», «Буревісник», «Локомотив», «Харчовик» та «Здоров'я».
Першим чемпіоном радянського Львова з хокею у сезоні 1939—40 років стало «Динамо». Наприкінці зими 1940 року було проведено перший чемпіонат СРСР з хокею. Був сформований календар матчів, затверджені єдині правила гри й поєдинків було проведено кілька. Україна мала три дружини — збірні Львова, Чернівців і Дрогобича.
Окрім матчів національного чемпіонату Польщі проводилися і різноманітні міжнародні турніри. Традиційним став Новорічний турнір, в якому брали участь польські, українські, литовські, угорські, румунські, чехословацькі та німецькі команди. Кілька разів у Новорічному турнірі брали участь і канадські студенти. У 1932 році відбувався навіть своєрідний матч збірних Канади та Східної Європи, який завершився прогнозованою перемогою заокеанських гостей — 5:0.

#### У боротьбі за польські медалі
Львівські команди завжди претендували на перші місця в чемпіонаті Польщі, але здобути бодай один чемпіонський титул їм не вдавалось аж до 1933 року. У сезоні 1926—1927 «Погонь» зайняла третє місце. У сезоні 1927—1928 вона ж зайняла четверте. У чемпіонаті 1928—1929 «Погонь» зайняла вже друге місце. Те ж відбулося і в наступному сезоні. Четверте місце зайняли «Чарні». У сезоні 1930—1931 «Погонь» зайняла четверте місце, «Чарні» — п'яте, ще одна львівська команда — «Лехія» — поділила сьоме-восьме місця. Нарешті, в 1932—1933 львівська «Погонь» стала чемпіоном, поділивши цей титул з варшавською «Легією». Склад переможців: Ваньчицький, Вацлав Кухар, Ствоженьський, Сабіньський, Зіммер, Хемерлінґ, Вайсберґ, Береза. У чемпіонаті 1933—1934 років друге і третє місця зайняли львівські «Чарні» і «Лехія». Але вже через рік ці львівські команди зустрілися у фіналі. З рахунком 4:0 перемогли «Чарні». Склад чемпіонів: Лясковський, Стенцель, Каспрчак, Лемішко, Троцький, Яловий (ст.), Яловий (мол.), Ясіньській, Ступніцький, Чужемський, Кулічковський. До речі, відомо, що передматчевим вітанням львівських хокеїстів було «Гаразд!».
Хокейний чемпіонат Польщі і Новорічний турнір розігрувалися аж до початку другої світової війни, до 1939 року, але нерегулярно. У останніх чемпіонатах — 1936—1937 і 1938—1939 — з львівських команд у змаганнях брали участь лише «Чарні». Обидва рази львівські хокеїсти посіли п'яте місце.

### Буковина
Наприкінці 1920-х років хокей почав розвиватися і на Буковині. В той же час чернівецька мерія спорудила спеціальний майданчик для нової зимової гри. І вже в січні 1930 року був зіграний перший хокейний матч — між місцевими командами «Маккабі» и «Ян» (1:1). У тому ж місяці збірна Чернівців зустрілася в товариському матчі з чемпіоном Румунії — клубом «Телефони» (Бухарест). Набагато досвідченіші румуни не залишили буковинцям шансів — 5:0. Проте чернівецький хокей швидко набирав силу, і перші успіхи не примусили себе довго чекати. У лютому 1932 команда «Довбуш» запросила до себе львівську «Україну» і розгромила її з рахунком 7:0.
У Чернівцях почали проводити хокейні турніри. Так, в січні 1933 року відбулися змагання на призи Чернівецької примарії (мерії). Переможцем стала команда німецьких колоністів — «Ян». У тому ж році пройшов перший чемпіонат краю, в якому брало участь 8 команд: І клас — «Ян», «Драгош Воде», «Маккабі», «Полонія»; ІІ клас — «Мунчиторул», «ЧФР», «Довбуш», «Борохов». У січні 1933 року Рада Спортивної Ліги Румунії із зимових видів спорту ухвалила рішення про створення хокейної ліги на Буковині.
З плином часу рівень хокею на Буковині поступово зростав. В 1936 році дві команди з Чернівців — «Драгош Воде» i «Ян» — брали участь в «Румунській Національній Дивізії» (саме так в ті часи називався румунський чемпіонат). Чернівецькі команди навіть досягли певних успіхів у цьому турнірі. У 1938 році «Драгош Воде» став чемпіоном, а «Ян» — третім призером.

## Радянська Україна
На території СРСР хокей із шайбою поширився після Другої світової війни. Доти був популярний хокей із м'ячем. Для цього на зиму заливали льодом футбольні поля, грали в цю гру переважно футболісти.
З появою перших зимових Спартакіад СРСР у 1962 році хокей стали впроваджувати у всіх республіках, зокрема в кінці 1960-их його почали розвивати більш системно в Україні. Київський клуб «Динамо» пробився до вищої ліги СРСР, де виступав у 1965-70 рр. Пізніше на базі цього клубу було створено ХК «Сокіл», який став головною хокейною командою України. «Сокіл» в основному виступав у Вищій лізі, здобувши бронзу в сезоні 1984/85. Крім нього у Вищу лігу СРСР від України пробивався «Динамо» Харків (1989, 1990), а в першому чемпіонаті СРСР брав участь ужгородський «Спартак».

## Незалежна Україна

### Чемпіонат
1993 року стартував хокейний чемпіонат незалежної України. До 2010 року в ньому домінували київські команди, такі як «Сокіл», «Беркут», АТЕК. Після 2010 року почався період домінування «Донбасу», а його основним конкурентом у боротьбі за золото був «Кременчук». 
На початку 2020-х київський «Сокіл» повернувся в боротьбу за золото, іншим значимим клубом став херсонський «Дніпро». Натомість з початком повномасштабного вторгнення Росії «Донбас» припинив виступи. 

### Збірна
З 1999 по 2007 Збірна України з хокею виступала в найвищому дивізіоні чемпіонату світу, а найкращим результатом було 9-те місце в 2002 році. Того ж року команда єдиний раз кваліфікувалася на зимову Олімпіаду, посівши в підсумку 10-те місце. У 2010-х та на початку 2020-х збірна України грає на межі дивізіонів IA та IB (тобто почергово піднімаючись у IA та спускаючись у IB).